# 수동면 (고성군)
수동면(水洞面)은 대한민국 강원특별자치도 고성군의 면으로, 물이 많이 흐르는 곳이라 하여 이름 붙여진 곳이다.
수복된 8개 리 지역 전체가 민통선 안에 위치하여 거주하는 주민이 없다. 상원리를 제외한 남쪽 7개 리는 군사분계선에 걸쳐 있으며, 9개 리는 군사분계선 이북 지역이다. 면사무소를 설치하지 않고, 간성읍사무소가 겸하고 있다.

## 연혁
- 1914년 이전 : 내면, 외면, 신대, 사비, 고미성, 사천, 상원, 상탄, 하탄, 흑연, 덕산의 11개 리를 관할
- 1914년 4월 1일 : 고성군이 간성군에 통폐합되면서 남면의 상초현, 하초현, 상정월, 하정월, 태봉, 토동의 6개동리를 흡수함(남면의 나머지는 서면으로 통합됨). 상탄리와 하탄리를 합쳐 신탄리로 하고, 상초현, 하초현리를 초현리로, 상정월, 하정월리를 정월리로, 태봉리, 토동을 태봉리로 각각 통폐합함. (13개 리)
- 1919년 : 간성군이 고성군으로 개칭
- 1949년 : 외면리로부터 불당리를, 사비리로부터 원전리를, 고미성리로부터 원대리를, 신탄리로부터 하탄리를 분리 신설 (17개 리)
- 1954년 11월 17일 : 한국 전쟁으로 수복된 지역이 정식으로 강원도 관할이 됨.[1] (8개 리)
- 1979년 : 면을 폐지하고 간성읍 관할 하의 수동지소가 됨.
- 2000년 6월 22일 : 《고성군 수동면 행정 구역의 행정 관리에 관한 조례안》이 제정되어 정식으로 간성읍에서 수동면 관련 업무를 겸임하게 됨.[2]
- 2000년 7월 10일 : 《고성군 수동면 행정 구역의 행정 관리에 관한 조례》(강원도 고성군 조례 제1724호)가 제정됨.[3]

## 행정 구역

| 법정리   | 한자명   | 행정리 | 비고               |
| -------- | -------- | ------ | ------------------ |
| 신대리   | 新垈里   | -      | 구 면사무소 소재지 |
| 외면리   | 外沔里   | -      |                    |
| 덕산리   | 德山里   | -      |                    |
| 사비리   | 沙飛里   | -      |                    |
| 고미성리 | 姑味城里 | -      |                    |
| 신탄리   | 新炭里   | -      |                    |
| 사천리   | 沙泉里   | -      |                    |
| 상원리   | 上院里   | -      |                    |

전 구역 거주하는 민간인은 없다.

## 교통
삼재령을 통해 인제군 서화면과, 건봉령을 통해 거진읍 건봉사를 거쳐 간성읍 지역과도 연결되나 민간인의 이용은 불가하다.